# Arsenal civil de Vienne

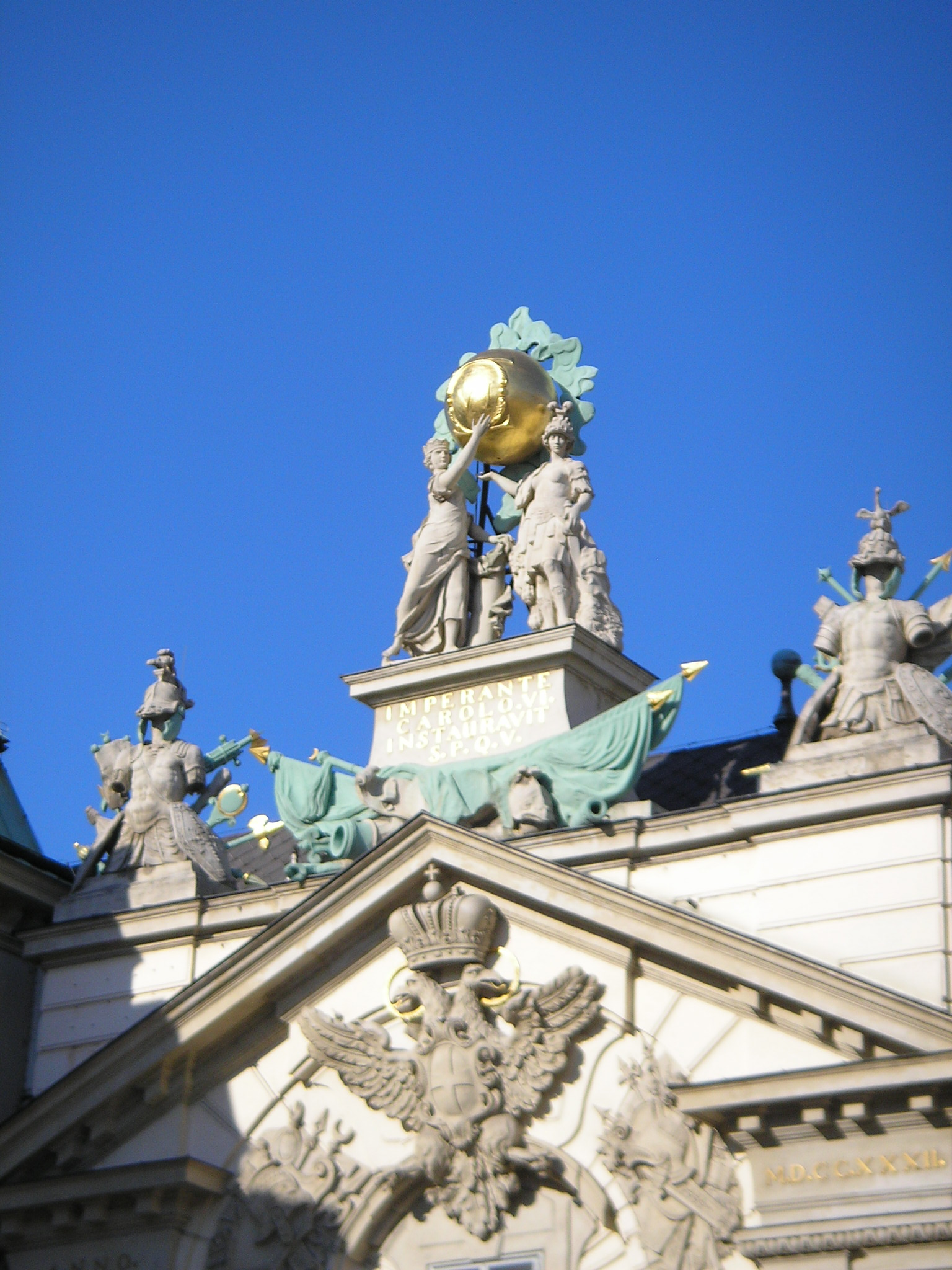
Vue du globe doré sur la corniche

L'Arsenal civil (en allemand, Zeughaus) est situé dans le premier arrondissement de Vienne, l'Innere Stadt, sur la place Am Hof.

## Histoire
Il a été construit par la ville de Vienne sur le site de l'ancien hangar à viande juif afin de s'approvisionner en armes municipales pour la défense de Vienne et a été utilisé à partir de 1562. Vers 1676, une maison voisine a été ajoutée. En 1731/32, la façade principale en particulier a été fortement repensée. En 1809, les Français pillèrent les magasins d'armes et pendant la Révolution de 1848, la Garde nationale y avait son quartier général. Après l'achèvement du nouvel hôtel de ville sur la Ringstrasse, les armes et les trophées stockés ici ont été exposés au musée des armes civiles local. Les locaux ainsi libérés sont mis à la disposition des pompiers professionnels viennois, fondés en 1685.
L'inscription: ANNO MDCCXXXII, entre l'aigle impérial avec les armoiries de la ville viennoise sur la poitrine se trouve sur les deux chapiteaux des piliers latéraux. Tout en haut de l'extrémité plate de la paroi avant s'élève une base carrée avec l'inscription: Imperante Carolo VI. instauravit SPQV Deux personnages debout sur cette base, qui représentent la bravoure et la persévérance, portent une boule marquée de deux C entrelacés et du chiffre VI. Sept autres figures de pierre plus décoratives sont également réparties sur la façade.
Le 21 juin 2007, la grue  érigée pour les travaux de rénovation de la caserne centrale des pompiers a été renversée par une rafale de vent et projetée sur l'ancien arsenal civil. Le grutier a été tué et l'arsenal a été gravement endommagé.

## Littérature
- Bürgerliches Zeughaus
- Walter Hummelberger : L'arsenal civil (= livres d'histoire viennois . Vol.9). Zsolnay, Vienne a. une. 1972.
- Josef Scheiger : Des indices sur l'histoire et la description de l'armurerie bourgeoise de Vienne . Vienne 1833 ( version numérisée de Google )